# Мардук-надин-аххе

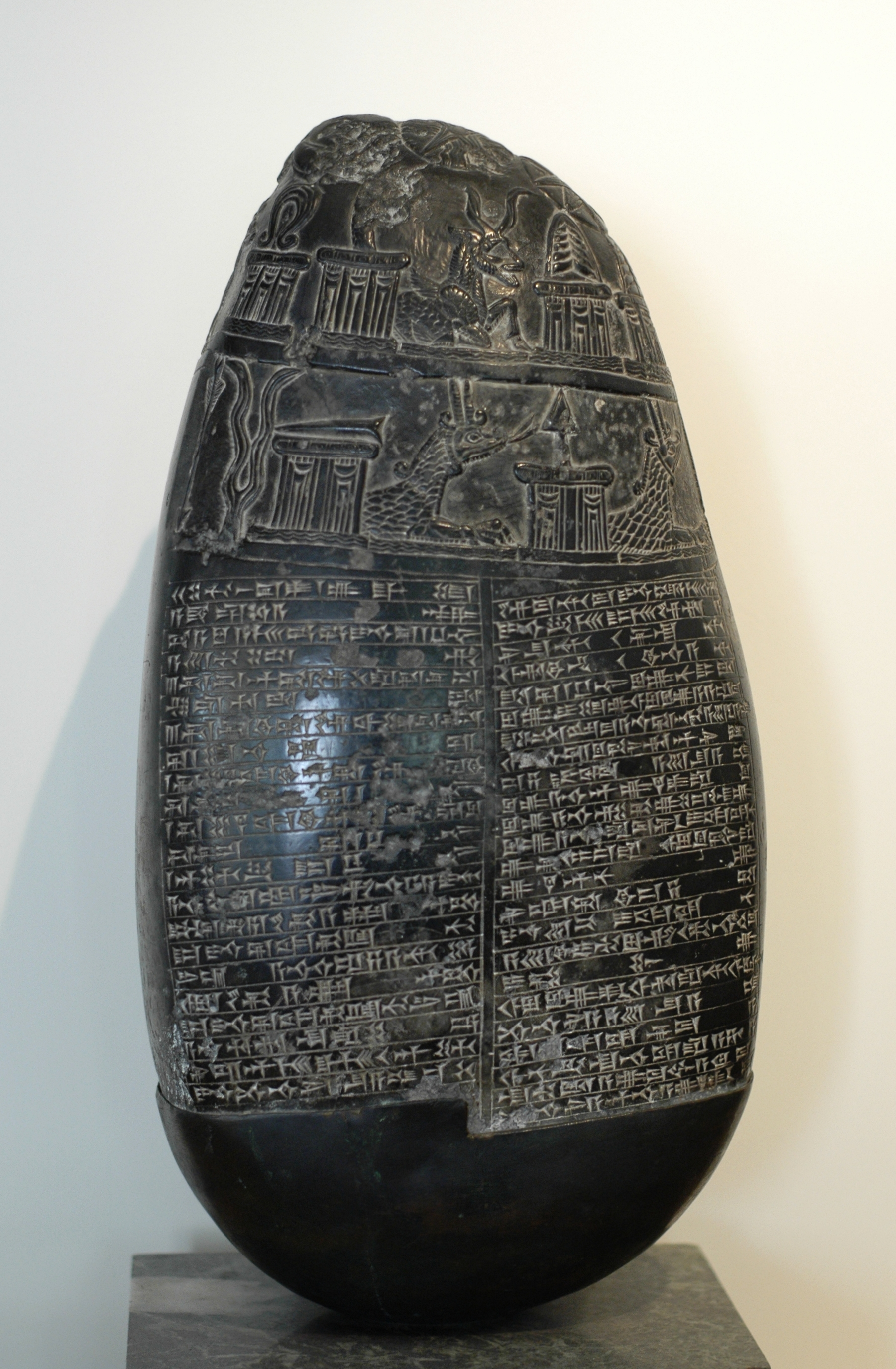
Межевой пограничный камень (кудурру) времён II династии Исина с упоминанием имени Мардук-надин-аххе. Найден вблизи Багдада.

Мардук-надин-аххе (Marduk-nādin-ahhē; букв. «Мардук даровал брата») — царь Вавилонии, правил приблизительно в 1099 — 1081 годах до н. э. Принял титул, «царь Шумера и Аккада». Сын Нинурта-надин-шуми, брат Навуходоносора (Набу-кудурри-уцура) I и дядя Эллиль-надин-апли.
Воевал с ассирийским царём Тиглатпаласаром I, который два раза вторгался в Вавилонию. Первый раз дело касалось очередного выправления границ за Тигром между Малым Забом и Диялой. Но второй поход был более серьёзным. Тиглатпаласар занял Дур-Куригальзу, Упи (Опис), Сиппар и даже Вавилон, где он сжёг царский дворец, Однако успех ассирийцев был кратковременным. Мардук-надин-аххе в 10-м году своего правления (около 1089 года до н. э.) отбросил их обратно до города Экаллатума, расположенного на рубеже собственно Ассирии, где вавилоняне захватили статуи богов, и в частности, статую бога Адада. Вернуть захваченных идолов удалось только Синаххерибу в 689 году до н. э.
Положение заметно ухудшилось после 13-го года правления Мардук-надин-аххе. С запада всё более сильное давление стали оказывать кочевые и полукочевые арамейские племена. Разразившийся в Ассирии и Вавилонии на 18-м году царствования Мардук-надин-аххе голод привел эти племена в движение. В получении продовольствия кочевники в значительной мере зависели от оседлого населения Месопотамии, с которым они вели интенсивную торговлю. Теперь, когда из-за голода (в иных городах дело доходило до людоедства), привычные источники продовольствия оказались перекрыты, арамеи двинулись в Междуречье, пытаясь силой взять то, что раньше покупали или выменивали. Арамейское нашествие захлестнуло большую часть Ассирии и Вавилонии; Тиглатпаласар отсиделся в одной из своих восточных горных крепостей, а Мардук-надин-аххе «исчез» (sada emid).
Мардук-надин-аххе правил 18 лет. В надписи, датированной 10-м годом его царствования, в числе свидетелей упомянут и его сын. Наследником Мардук-надин-аххе оказался, однако, не этот сын, а человек, родство которого с царём пока не может быть установлено.